# Lena Zagst
Lena Elleander Zagst (* 15. Dezember 1990 in Regensburg) ist eine deutsche Politikerin der Partei Bündnis 90/Die Grünen und seit 2020 Mitglied der Hamburgischen Bürgerschaft.

## Leben
Zagst studierte von 2009 bis 2014 Rechtswissenschaften an der Bucerius Law School und am Willamette University College of Law. Sie absolvierte das Rechtsreferendariat von 2015 bis 2017 in Hamburg. Von 2017 bis 2020 war sie wissenschaftliche Mitarbeiterin an der Professur für Öffentliches Recht, insbesondere Völkerrecht und Europarecht (Sigrid Boysen) an der Helmut-Schmidt-Universität und promoviert im Völkerrecht.

## Politik
Im Mai 2019 wurde sie in die Bezirksversammlung Hamburg-Mitte gewählt und war dort bis April 2020 Fraktionsvorsitzende der Grünen Bezirksfraktion. Am 23. Februar 2020 gelang ihr bei der Bürgerschaftswahl in Hamburg der Einzug als Abgeordnete in die Hamburgische Bürgerschaft. Als Wahlkreisabgeordnete vertrat sie dort den Wahlkreis Hamburg-Mitte. Bei der Bürgerschaftswahl am 3. März 2025 wurde sie erneut als Wahlkreisabgeordnete für Hamburg-Mitte in die Bürgerschaft gewählt.
In der 22. Wahlperiode war sie für die Grüne Bürgerschaftsfraktion Sprecherin für Justiz und Verfassung und seit Juni 2021 stellvertretende Fraktionsvorsitzende. Sie gehörte den Ausschüssen für Gleichstellung und Antidiskriminierung, Justiz und Verbraucherschutz sowie Verfassung und Bezirke an und ist Mitglied im Unterausschuss Parlamentsrecht und Geschäftsordnung.
In der 23. Wahlperiode ist sie Sprecherin für Justiz und Flucht. Im April wurde sie zur Parlamentarischen Geschäftsführerin der Grünen Bürgerschaftsfraktion gewählt. Dort ist sie Mitglied in den Ausschüssen für Justiz und Verbraucherschutz, dem Eingabenausschuss, Innenausschuss und dem Verfassungs- und Bezirksausschuss. Außerdem ist sie Mitglied im Unterausschuss für Parlamentsrecht und Geschäftsordnung.